# Shamus Culhane
Shamus Culhane est un réalisateur, producteur, scénariste et monteur américain né le 12 novembre 1908 à Ware dans le Massachusetts aux États-Unis et mort le 2 février 1996 à New York (États-Unis).

## Filmographie

### comme animateur
- 1930 : In My Merry Oldsmobile
- 1930 : Up to Mars
- 1930 : Swing You Sinners!
- 1930 : The Stein Song
- 1930 : In the Good Old Summertime
- 1931 : By the Light of the Silvery Moon
- 1931 : Minding the Baby
- 1931 : The Herring Murder Case (es)
- 1931 : Alexander's Ragtime Band
- 1931 : Somebody Stole My Gal
- 1931 : The Cow's Husband
- 1931 : Please Go 'Way and Let Me Sleep
- 1932 : Funny Face
- 1932 : Nurse Maid
- 1932 : The Music Lesson
- 1932 : Phoney Express
- 1932 : Betty Boop's Bamboo Isle
- 1932 : Just a Gigolo
- 1932 : Down Among the Sugar Cane (sous le pseudo James H. Culhane)
- 1932 : Room Runners (non crédité)
- 1932 : You Try Somebody Else
- 1932 : Admission Free
- 1932 : Let Me Call You Sweetheart
- 1932 : Chess-Nuts
- 1932 : Just One More Chance
- 1932 : Crazy Town (sous le pseudo James H. Culhane)
- 1932 : Show Me the Way to Go Home
- 1933 : Jack and the Beanstalk (co-layout, non crédité)
- 1933 : Spite Flight (non crédité)
- 1933 : Pale-Face
- 1933 : Chinaman's Chance
- 1933 : Bulloney
- 1933 : Techno-Cracked
- 1933 : Flip's Lunch Room
- 1933 : Coo Coo the Magician
- 1934 : Don Quixote (non crédité)
- 1934 : The King's Tailor (co-layout, non crédité)
- 1934 : Aladdin and the Wonderful Lamp (co-layout, non crédité)
- 1934 : The Queen of Hearts (sous le pseudo Jimmie Culhane, co-layout)
- 1934 : Puss in Boots (en) (sous le pseudo Jimmie Culhane, co-layout)
- 1934 : The Brave Tin Soldier (en) (sous le pseudo Jimmie Culhane, co-layout, non crédité)
- 1934 : The Little Red Hen (sous le pseudo Jimmie Culhane, co-layout, non crédité)
- 1935 : The Three Bears (non crédité)
- 1935 : Summertime (non crédité)
- 1935 : Mary's Little Lamb (non crédité)
- 1935 : Old Mother Hubbard (non crédité)
- 1936 : Papa Pluto
- 1936 : Dick Whittington's Cat (non crédité)
- 1936 : Partie de campagne (Orphans' Picnic)
- 1936 : Ali Baba (non crédité)
- 1937 : Blanche-Neige et les Sept Nains (animateur sur la séquence "Heigh-Ho", sous le pseudo James Culhane)
- 1937 : Les Quintuplés de Pluto
- 1937 : Vacances Hawaiiennes
- 1939 : Les Voyages de Gulliver (sous le pseudo James Culhane)
- 1939 : Chien d'arrêt
- 1939 : Pique-nique sur la plage
- 1939 : Mickey à l'exposition canine (non crédité)
- 1940 : Pinocchio (non crédité)
- 1940 : The Dandy Lion
- 1940 : Popeye Meets William Tell (sous le pseudo James Culhane)
- 1940 : Way Back When a Razzberry Was a Fruit
- 1941 : Douce et Criquet s'aimaient d'amour tendre (directeur d'animation, sous le pseudo de James Culhane)
- 1941 : Sneak, Snoop and Snitch in Triple Trouble
- 1941 : Two for the Zoo
- 1943 : Inki and the Minah Bird
- 1943 : Puss n' Booty (non crédité)
- 1945 : Enemy Bacteria
- 1956 : Le Tour du monde en 80 jours (animateur du générique, non crédité)
- 1961 : "Out of the Inkwell" (série télé, layout)
- 1963 : "The New Casper Cartoon Show" (série télé)
- 1964 : The Hat
- 1965 :  Abercrombie the Zombie (TV)
- 1965 : A Pie in the Sky (TV)
- 1965 : "Milton the Monster" (série télé)
- 1965 : Spider Spiter (TV)
- 1966 : Monster-Sitter (TV)
- 1968 : Zuckerkandl
- 1972 : "The Wonderful Stories of Professor Kitzel" (série télé, layout)
- 1977 : Last of the Red-Hot Dragons (TV, layout)

### comme scénariste
- 1930 : The Stein Song
- 1931 : The Herring Murder Case (es)
- 1934 : The Brave Tin Soldier (en)
- 1935 : The Merry Kittens
- 1935 : The Foxy Terrier
- 1967 : My Daddy the Astronaut
- 1967 : The Stuck-Up Wolf
- 1967 : The Opera Caper
- 1968 : Keep the Cool Baby
- 1975 : Noah's Animals (TV)
- 1977 : Last of the Red-Hot Dragons (TV)
- 1977 : The King of Beasts (TV)

### comme monteur
- 1975 : Spirit of '76 (série TV)
- 1976 : The Spirit of Independence